# Elingen
Elingen är en ort i Belgien.   Den ligger i provinsen Flamländska Brabant och regionen Flandern, i den centrala delen av landet, 15 km sydväst om huvudstaden Bryssel. Elingen ligger 53 meter över havet och antalet invånare är 440.
Terrängen runt Elingen är platt. Runt Elingen är det tätbefolkat, med 762 invånare per kvadratkilometer.. Närmaste större samhälle är Bryssel, 14,8 km nordost om Elingen. 
Trakten runt Elingen består till största delen av jordbruksmark.